# حمام پنجاهه
حمام پنجاهه مربوط به دوره قاجاریه است و در شهرستان نائین، شهر نائین، محله پنجاهه واقع شده و این اثر در تاریخ ۸ بهمن ۱۳۸۵ با شمارهٔ ثبت ۱۷۰۳۷ به عنوان یکی از آثار ملی ایران به ثبت رسیده‌است.